# Mark Coleman
Mark "The Hammer" Coleman (Fremont, 20 de dezembro de 1964) é um ex-lutador norte-americano de artes marciais mistas (MMA). Ele é famoso pela sua carreira de wrestling amador e seu poderoso ground and pound (técnica difundida como estratégia por ele no MMA). Já foi campeão do UFC e do PRIDE. Já ganhou de nomes como Maurício Shogun, Dan Severn e Igor Vovchanchyn.
Foi dele que surgiu o termo "Ground and pound", após batizar a técnica usada em uma luta no UFC 10.
Uma de suas lutas mais famosas foi contra o japonês Nobuhiko Takada, no Pride 5, que tornou-se notória por suspeitas de ter sido armada. No vídeo oficial da luta, é possível perceber o comentarista estranhando os movimentos de Coleman. Questionado certa vez pelo repórter Jonathan Snowden se essa luta havia sido o ponto baixo de sua carreira, Coleman deu a seguinte declaração:
Uma outra luta curiosa em seu cartel foi contra o japonês Kazuyuki Fujita, no Pride Grand Prix 2000 Finals. À época, os GPs dos vale-tudo obrigavam os atletas a lutarem mais de uma vez num mesmo dia. Fujita havia vencido o combate anterior, mas lesionado o joelho. Para não perder a bolsa da luta, Fujita subiu no ringue, mas, assim que tocou o gongo, seu córner jogou a toalha, fazendo com que Coleman vencesse a luta com apenas 2s.

## Cartel no MMA
| Res.    | Cartel | Oponente                 | Método                                  | Evento                                | Data                    | Round | Tempo | Local                   | Notas                                                 |
| ------- | ------ | ------------------------ | --------------------------------------- | ------------------------------------- | ----------------------- | ----- | ----- | ----------------------- | ----------------------------------------------------- |
| Derrota | 16-10  | Randy Couture            | Finalização (mata-leão)                 | UFC 109: Relentless                   | 6 de fevereiro de 2010  | 2     | 1:09  | Las Vegas, Nevada       |                                                       |
| Vitória | 16-9   | Stephan Bonnar           | Decisão (unânime)                       | UFC 100: Making History               | 11 de julho de 2009     | 3     | 5:00  | Las Vegas, Nevada       |                                                       |
| Derrota | 15-9   | Maurício Rua             | Nocaute Técnico (socos)                 | UFC 93: Franklin vs. Henderson        | 17 de janeiro de 2009   | 3     | 4:36  | Dublin                  | Luta da Noite.                                        |
| Derrota | 15-8   | Fedor Emelianenko        | Finalização (chave de braço)            | Pride 32: The Real Deal               | 21 de outubro de 2006   | 2     | 1:15  | Las Vegas, Nevada       |                                                       |
| Vitória | 15-7   | Maurício Rua             | Nocaute Técnico (lesão)                 | Pride 31: Unbreakable                 | 26 de fevereiro de 2006 | 1     | 0:49  | Saitama                 |                                                       |
| Vitória | 14-7   | Milco Voorn              | Finalização (triângulo)                 | Bushido Europe-Rotterdam Rumble       | 9 de outubro de 2005    | 1     | 0:56  | Rotterdam               |                                                       |
| Derrota | 13-7   | Mirko Filipović          | Nocaute (socos)                         | Pride 29: Fists Of Fire               | 20 de fevereiro de 2005 | 1     | 3:40  | Saitama                 |                                                       |
| Derrota | 13-6   | Fedor Emelianenko        | Finalização (chave de braço)            | Pride Total Elimination 2004          | 25 de abril de 2004     | 1     | 2:11  | Saitama                 |                                                       |
| Vitória | 13-5   | Don Frye                 | Decisão (unânime)                       | Pride 26: Bad to the Bone             | 8 de junho de 2003      | 3     | 5:00  | Yokohama                |                                                       |
| Derrota | 12-5   | Antônio Rodrigo Nogueira | Finalização (triângulo)                 | Pride 16: Beasts From The East        | 24 de setembro de 2001  | 1     | 6:10  | Osaka                   |                                                       |
| Vitória | 12-4   | Allan Goes               | Nocaute (joelhadas)                     | Pride 13: Collision Course            | 25 de março de 2001     | 1     | 1:19  | Saitama                 |                                                       |
| Vitória | 11-4   | Igor Vovchanchyn         | Finalização (golpes)                    | Pride Grand Prix 2000 Finals          | 1 de maio de 2000       | 2     | 3:09  | Tóquio                  | Ganhou o GP Peso Aberto do Pride de 2000.             |
| Vitória | 10-4   | Kazuyuki Fujita          | Nocaute Técnico (interrupção do córner) | Pride Grand Prix 2000 Finals          | 1 de maio de 2000       | 1     | 0:02  | Tóquio                  | Semifinal do GP Peso Aberto do Pride de 2000.         |
| Vitória | 9-4    | Akira Shoji              | Decisão (unânime)                       | Pride Grand Prix 2000 Finals          | 1 de maio de 2000       | 1     | 15:00 | Tóquio                  | Quartas de Final do GP Peso Aberto do Pride de 2000.  |
| Vitória | 8-4    | Masaaki Satake           | Finalização (neck crank)                | Pride Grand Prix 2000 Opening Round   | 30 de janeiro de 2000   | 1     | 1:14  | Tóquio                  | Round de Abertura do GP Peso Aberto do Pride de 2000. |
| Vitória | 7-4    | Ricardo Morais           | Decisão (unânime)                       | Pride 8                               | 21 de outubro de 1999   | 2     | 10:00 | Tóquio                  |                                                       |
| Derrota | 6-4    | Nobuhiko Takada          | Finalização (chave de calcanhar)        | Pride 5                               | 29 de abril de 1999     | 2     | 1:44  | Nagoya                  |                                                       |
| Derrota | 6-3    | Pedro Rizzo              | Decisão (dividida)                      | UFC 18: Road to the Heavyweight Title | 8 de janeiro de 1999    | 1     | 15:00 | Nova Orleães, Louisiana |                                                       |
| Derrota | 6-2    | Pete Williams            | Nocaute (chute na cabeça)               | UFC 17: Redemption                    | 15 de maio de 1998      | 1     | 12:38 | Mobile, Alabama         |                                                       |
| Derrota | 6-1    | Maurice Smith            | Decisão (unânime)                       | UFC 14: Showdown                      | 27 de julho de 1997     | 1     | 21:00 | Birmingham, Alabama     | Perdeu o Cinturão Peso Pesado do UFC.                 |
| Vitória | 6-0    | Dan Severn               | Finalização (neck crank)                | UFC 12: Judgement Day                 | 7 de fevereiro de 1997  | 1     | 2:57  | Dothan, Alabama         | Ganhou o Cinturão Peso Pesado do UFC.                 |
| Vitória | 5-0    | Brian Johnston           | Finalização (golpes)                    | UFC 11: The Proving Ground            | 20 de setembro de 1996  | 1     | 2:20  | Augusta, Geórgia        | Ganhou o Torneio do UFC 11.                           |
| Vitória | 4-0    | Julian Sanchez           | Finalização (estrangulamento)           | UFC 11: The Proving Ground            | 20 de setembro de 1996  | 1     | 0:45  | Augusta, Geórgia        |                                                       |
| Vitória | 3-0    | Don Frye                 | Nocaute (socos)                         | UFC 10: The Tournament                | 12 de julho de 1996     | 1     | 11:34 | Birmingham, Alabama     | Ganhou o Torneio do UFC 10.                           |
| Vitória | 2-0    | Gary Goodridge           | Finalização (exaustão)                  | UFC 10: The Tournament                | 12 de julho de 1996     | 1     | 7:00  | Birmingham, Alabama     |                                                       |
| Vitória | 1-0    | Moti Horenstein          | Finalização (golpes)                    | UFC 10: The Tournament                | 12 de julho de 1996     | 1     | 2:43  | Birmingham, Alabama     |                                                       |